# Du battant des lames au sommet des montagnes
Vous lisez un « article de qualité » labellisé en 2007.

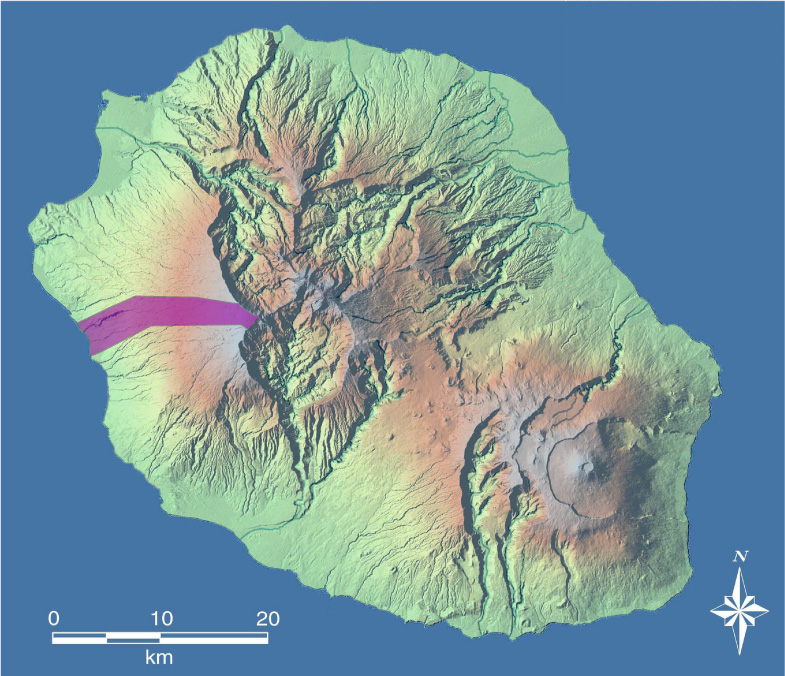
Trois-Bassins est l'exemple-type d'une commune s'étalant « du battant des lames au sommet des montagnes », en l'occurrence de la côte-sous-le-vent jusqu'au Grand Bénare.

« Du battant des lames au sommet des montagnes » est une expression française qui servit autrefois à définir l'extension géographique des concessions territoriales accordées par la Compagnie des Indes orientales aux colons de l'île de La Réunion alors que celle-ci s'appelait encore l'île Bourbon. Depuis, cette expression y est devenue une locution courante, voire une « formule figée ». Dans son sens le plus strict, elle agit grammaticalement comme un complément de manière et qualifie la façon dont sont découpées les terres en étroites bandes qui s'étirent du littoral aux plus hauts reliefs sans jamais s'étaler horizontalement. En revanche, lorsqu'on la considère dans son sens le plus large, l'expression fait office d'adverbe de lieu, synonyme de « partout ».

## Origines

### Signification des termes employés

#### Lame

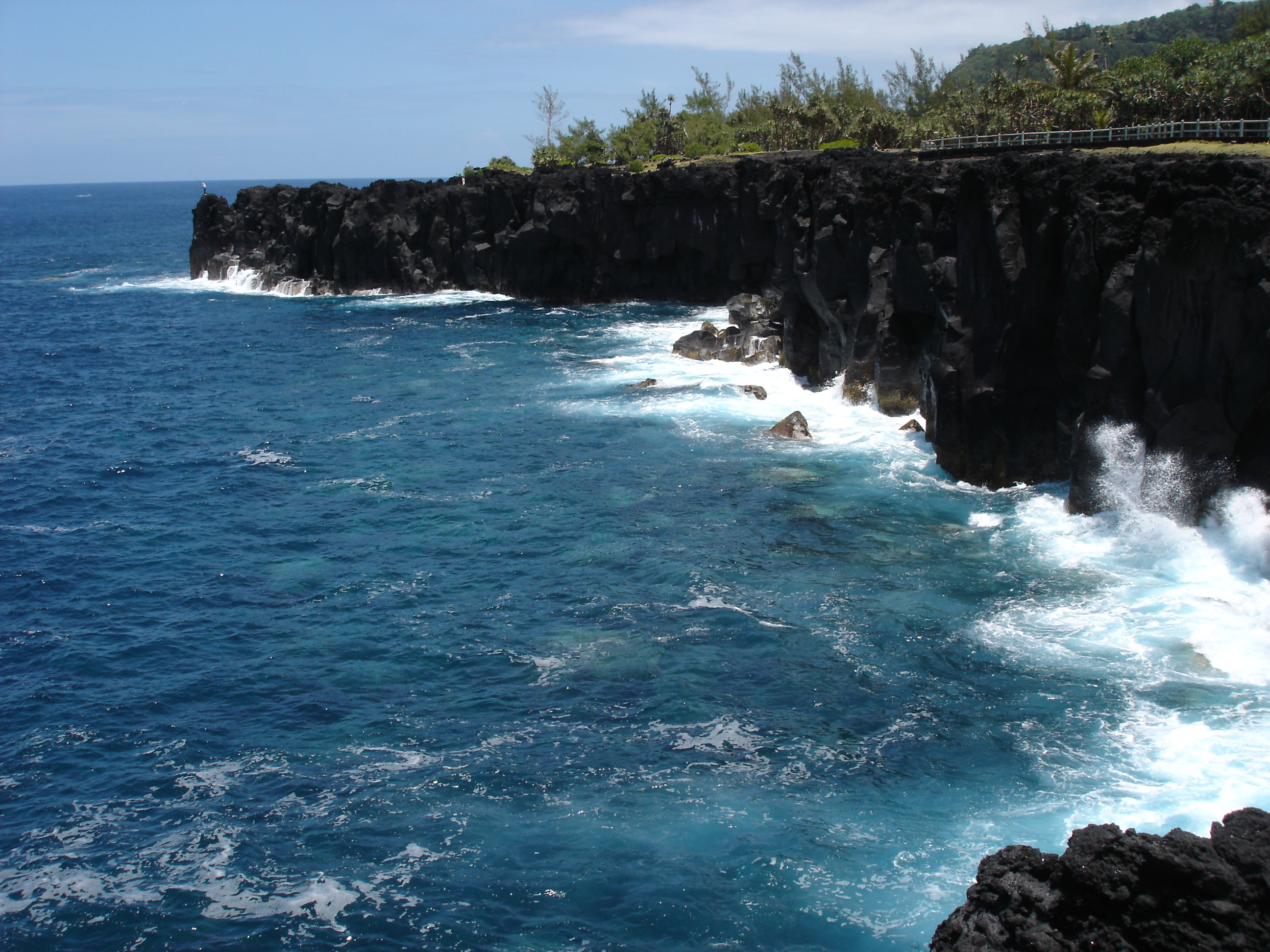
Très exposé aux mers australes, le Cap Méchant de Saint-Philippe est battu par les lames.

Le mot « lame » désigne ici un « mouvement plus ou moins considérable de la mer dû à l'action du vent » ou une « masse d'eau qui se soulève, s'amincit à la crête, écume et déferle ». Il renvoie donc à une « vague d'une certaine importance » comme celles que l'on peut effectivement apercevoir très régulièrement en bord de mer à La Réunion.
L'île, par sa position géographique, connaît de fortes houles dont les origines sont multiples. L'une d'elles est le régime des alizés et concerne surtout la côte orientale, la côte au vent. Une autre explication est l'absence de terres émergées entre les mers australes et les falaises du Sud sauvage, ce qui fait que les Cinquantièmes hurlants et les Quarantièmes rugissants peuvent se prolonger jusqu'à La Réunion sans jamais rencontrer aucun obstacle. Une troisième raison est l'inscription du département d'outre-mer français sur la trajectoire des cyclones tropicaux qui naissent au centre de l'océan Indien.

#### Battant des lames
Le mot « battant » tel qu'il est ici employé n'est recouvert par aucune des définitions que lui donne le Trésor de la langue française informatisé. D'après Le Français de La Réunion, un dictionnaire écrit par le professeur de littérature Michel Beniamino, ce terme forme en effet une locution nominale disposant d'un sens spécifique lorsqu'il est associé au mot « lames » dans le français de l'île de La Réunion. Ainsi, le « battant des lames » serait « la partie du rivage soumise à l'action des vagues ». Dans ce cas, il s'agirait de quelque chose d'assez proche de ce qu'on appelle l'estran en France métropolitaine.
Cependant, pour une côte bordée par un récif frangeant, le lieu où la lame s'abat est le récif lui-même, non l'estran.
Pour le reste, si Michel Beniamino estime que « bord de mer » reste le meilleur synonyme, d'autres intervenants considèrent que ce terme n'est pas équivalent. C'est le cas de l'auteur d'un mémoire qui a été remis à l'École supérieure des géomètres et topographes en juillet 2002 sous le titre Les Spécificités du bornage à l'île de La Réunion et leurs origines. Yannick Smil considère le bord de la mer comme moins exposé aux flots que le « battant des lames ».

#### Au sommet des montagnes

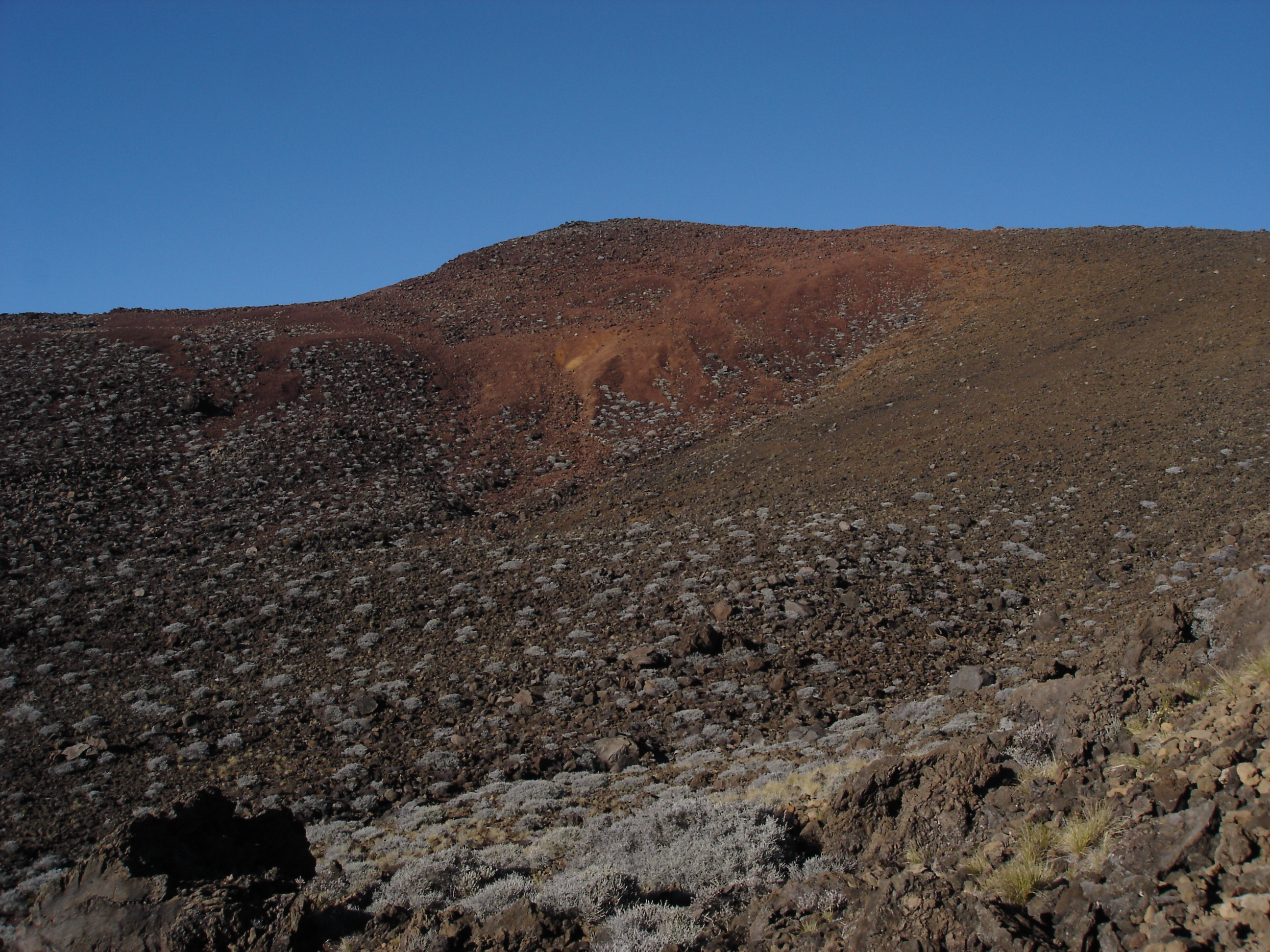
Point culminant de l'île, le Piton des Neiges n'est pas le « sommet des montagnes » évoqué dans l'expression originelle.

Les « montagnes » auxquelles renvoie l'expression sont les deux massifs montagneux de l'île, celui du Piton des Neiges et celui du Piton de la Fournaise. Cependant, le « sommet » évoqué dans la version originelle n'est aucun de ces deux pitons. Il s'agirait plutôt du Grand Bénare, ce qui s'expliquerait par son caractère nettement plus familier au moment où la formule fut forgée.
À cette époque, en effet, aucun des deux sommets évoqués ci-dessus n'a encore été approché. D'après les écrits de Jean-Baptiste Bory de Saint-Vincent, la première ascension du volcan actif de l'île remonterait au milieu du XVIIIe siècle. Celle du volcan éteint est encore plus tardive. L'expression renvoie quant à elle aux débuts de la colonisation de l'île, environ un siècle plus tôt.

### Apparition historique

#### Contexte originel
Les origines exactes de l'expression ne sont pas clairement établies. Il est cependant tout à fait certain qu'elle fut d'abord employée pour désigner les limites physiques des gigantesques terrains que la Compagnie des Indes orientales concéda aux colons français tout juste établis sur les côtes de l'île à partir de la fin du XVIIe siècle. Il est donc fort probable qu'elle soit apparue par écrit sur les documents juridiques que ladite compagnie eut alors à produire pour procéder aux concessions en question, un privilège que lui conférait son statut de manufacture royale.
Dès l'origine du peuplement de La Réunion, l'ensemble du territoire insulaire est propriété du Roi. Cependant, les premiers habitants s'établissent comme ils l'entendent en prenant autant de terres qu'ils le souhaitent : il y a alors de la place pour tout le monde. C'est seulement quelques années plus tard que la Compagnie des Indes souhaita fixer les personnes afin qu'elles cultivent la terre plus efficacement. Le gouverneur Vauboulon fut alors le premier à tenter d'organiser une occupation du sol et inaugura le système des concessions. Les premières que l'on puisse retrouver aux Archives départementales remontent au 16 janvier 1690.

#### Logique derrière le principe

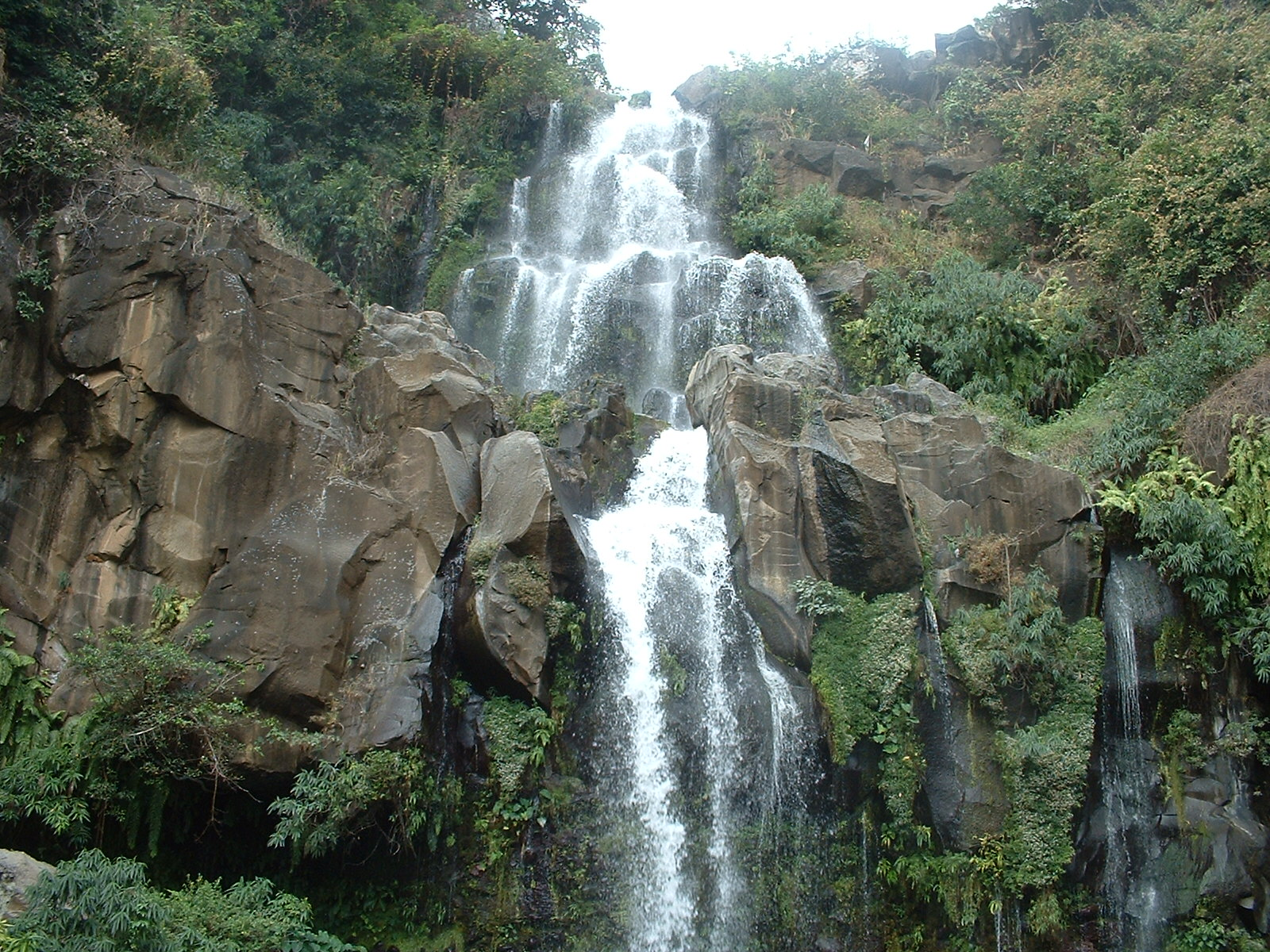
La ravine Saint-Gilles et ses cascades servirent de limite entre deux concessions dès 1699 au moins.

Très rapidement, les concessions sont partagées entre les ayants droit et le sol est découpé en plusieurs lots. Or, à La Réunion, tout au long de son histoire, c'est la coutume de Paris qui sert de référence en matière de succession. Elle stipule le partage égal des biens entre tous les héritiers, quel que soit leur âge relatif et leur sexe.
Du fait de la variation du climat en fonction de l'altitude et donc des différences quant aux possibilités de mise en valeur, les découpages sont faits dans le sens de la pente afin de faire bénéficier chacun des descendants d'une palette complète et équitable : terres planes faciles d'accès dans les plaines proches des voies royales et de la mer, terres agricoles et à défricher à mi-hauteur et terres plantées de bois pour la construction ou la combustion un peu plus haut. L'étage intermédiaire peut lui-même être divisé selon trois affectations distinctes : la partie la plus basse reçoit les cultures vivrières, la partie la plus élevée les parcours d'élevage tandis que le centre est consacré aux plantations de café.
L'opération de découpage perpendiculairement à la côte était d'autant plus facile qu'il existe de nombreuses ravines difficilement franchissables qui parcourent La Réunion depuis les hauteurs et qui strient les flancs de cette île en forme de cône. Chaque terrain peut donc être délimité par deux torrents, à la manière de la concession allant du bord de la mer au sommet des montagnes que le gouverneur La Cour attribua à Chauveau et Grimaud le 10 février 1699 entre la ravine Saint-Gilles et la ravine des Sables. Les cours d'eau forment des frontières naturelles à peu près incontestables en aval.

## Problèmes de mise en œuvre

### Problèmes sur le littoral

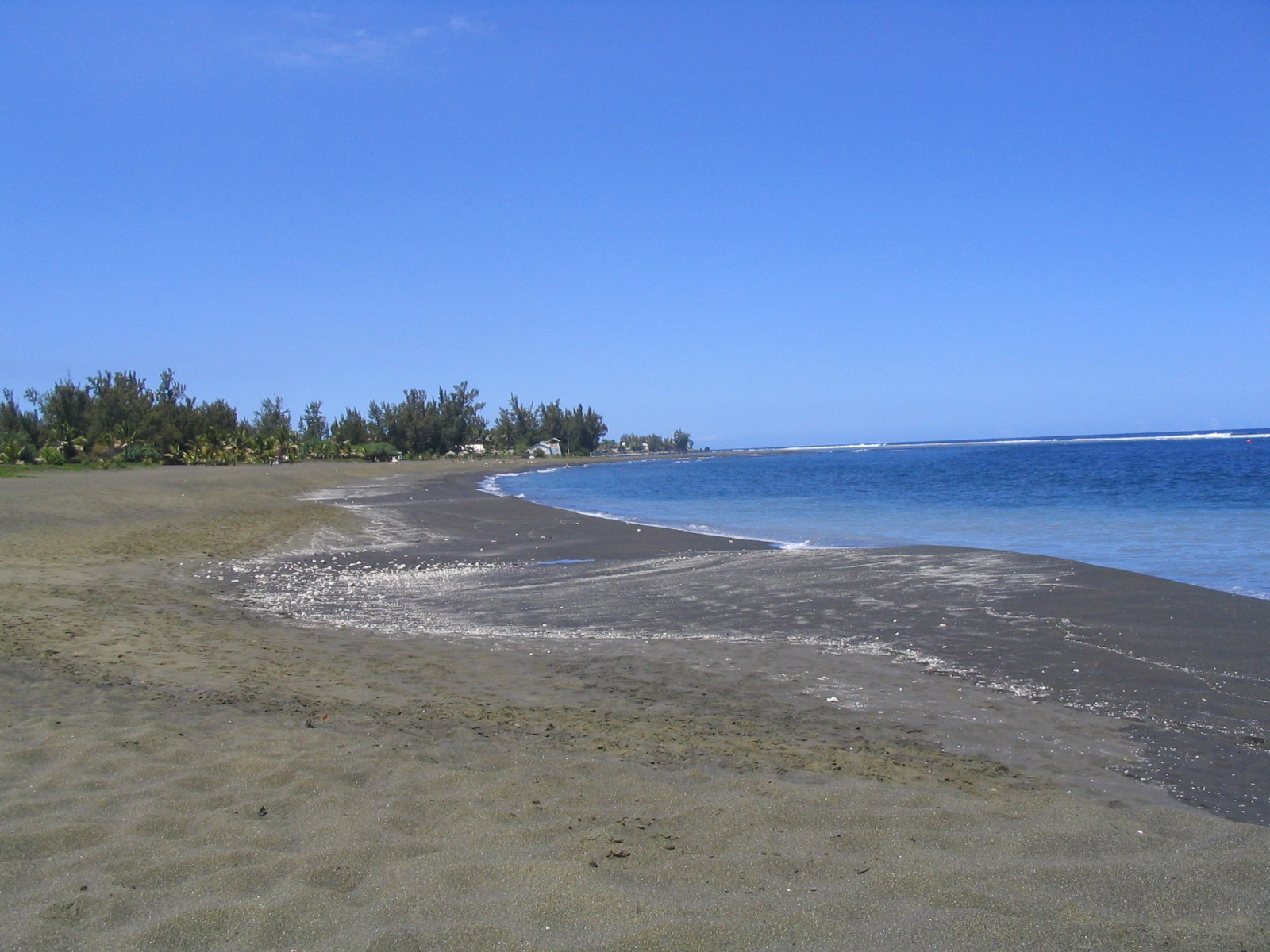
Les concessions s'étendant jusqu'aux plus hauts sommets sont amputées de leur frange littorale au début du XVIIIe siècle.

Des difficultés survinrent lorsque les autorités souhaitèrent l'établissement d'une réserve de cinquante pas géométriques le long du littoral insulaire. En effet, cette restriction n'avait pas été formellement stipulée lors de nombreuses opérations préalables : ce n'est qu'à compter de 1736 qu'elle fut clairement mentionnée durant les transactions. Aussi, il fallut un arrêt du Conseil supérieur de Bourbon daté du 4 mai 1765 pour lever toutes les objections et définir de façon sûre l'obligation d'une réserve royale au bord de la mer. La création de cette bande sur tout le littoral fit perdre à l'expression son sens premier en éloignant du « battant des lames » la limite inférieure des terrains concédés.

### Conflits en altitude
Une ravine se formant souvent par la jonction de plusieurs talwegs, le choix de l'affluent à retenir pour le bornage des terrains dans les hauteurs n'était pas toujours aisé et conduisait souvent à des conflits. Ce problème était aggravé par le fait que certaines des ravines en question comptaient plusieurs dénominations, ce qui constituait une source de confusion possible.
Pour le reste, ce fut surtout la question de ce que signifiait « au sommet des montagnes » qui fut la plus débattue. Si la signification était évidente dans la région de Saint-Paul, dont le planèze est dominé par le Grand Bénare, l'expression devint par la suite « une clause de style » employée sans relation aucune avec la situation réelle dans les régions où le relief était plus torturé. Plusieurs acceptions furent alors débattues :
- le point qui semblait être le plus haut, vu depuis le littoral ;
- le bord extérieur des remparts des cirques naturels de Mafate, Salazie et Cilaos, les trois dépressions du centre de l'île ;
- le point culminant du territoire, soit le sommet du Piton des Neiges[6].

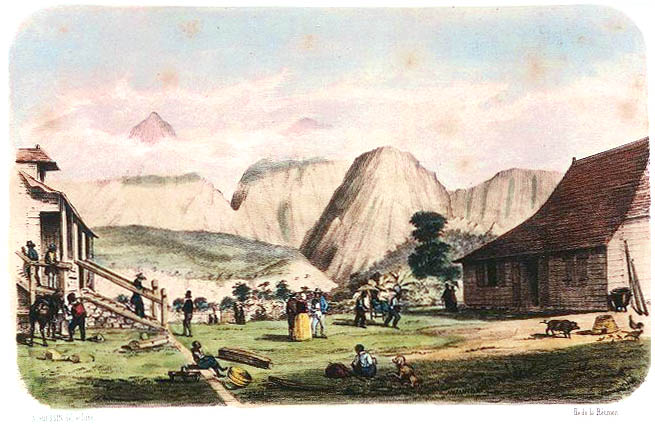
En 1830, Théodore Cazeau fut le premier à bénéficier d'une concession loin à l'intérieur des terres. Il installa son habitation à Salazie en un lieu appelé Mare à Poule d'eau.

L'enjeu de ce débat qui opposa l'administration aux concessionnaires à la fin des années 1820 et au début de la décennie suivante revenait à déterminer s'il restait ou non des terres susceptibles d'être distribuées. Les autorités souhaitaient ouvrir de nouvelles concessions dans le cirque de Salazie, ce qui fut chose faite en 1830, mais aussi au cœur de la plaine des Palmistes et de la plaine des Cafres, une réalité en 1834. Les cultivateurs considéraient quant à eux que leurs parcelles s'étendaient jusqu'au sommet de la montagne la plus élevée de l'île, de sorte que toutes les concessions se rejoignaient en un point unique.
Cette dernière interprétation ne pouvant avoir de réalité physique sur le terrain, l'administration établit une distinction entre les expressions « sommet des montagnes » et « sommet de la montagne », qu'elle employait indifféremment jusqu'alors. Ainsi, un arrêt du Conseil de contentieux administratif du 2 août 1853 définit la première comme désignant le point culminant de plusieurs plans successifs, alors que la seconde ne renverrait qu'à la crête du premier plan. Un jugement du tribunal de Saint-Denis du 5 mai 1856 disposa ensuite que « le sommet des montagnes » était la crête en dernier plan vue de la mer, et qu'il n'y avait pas lieu de différencier l'emploi du singulier ou du pluriel dans l'expression. Ce jugement fut confirmé par un arrêt du 19 juin 1867 de la Cour de Bordeaux.
Quelques années plus tard, l'arrêté du 25 février 1874 finit par organiser la délimitation amiable de la ligne séparatrice formant le sommet des concessions. Cependant, la délimitation de bien des parcelles ne suivit pas cette définition entérinée par la jurisprudence. Il fallut une acquisition des sommets par le domaine public pour mettre un terme à la querelle et fixer la limite supérieure des propriétés.

## Conséquences

### Apparition de nouvelles unités de mesure

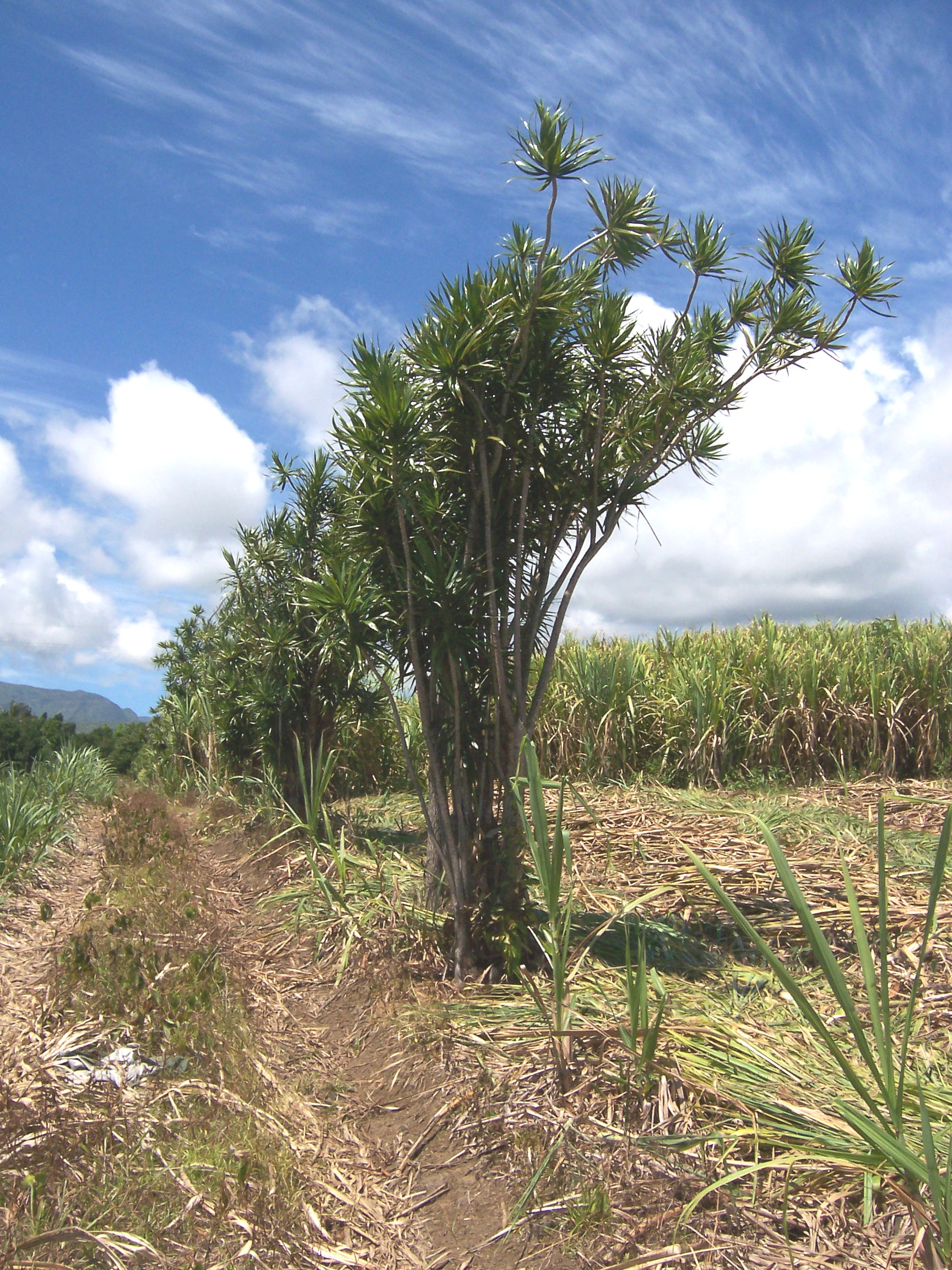
Cette photographie prise de nos jours près de Saint-Benoît illustre comment les bois de chandelle ont pu être utilisés pour représenter les limites des concessions.

Le système de découpage relativement simple rendu possible par l'utilisation de la locution de la Compagnie des Indes permit aux concessionnaires de faire l'économie de toute unité de mesure légale : il suffisait à chacun d'observer la nature pour deviner les limites de son terrain. Ensuite il n'avait plus qu'à y planter des espèces caractéristiques, telles que le bois de chandelle (Dracaena reflexa), pour les rendre visibles et les imposer au voisinage.
Aussi, l'unité de mesure en vigueur aux premières heures de la colonisation perdit de son intérêt en quelques décennies : l'arpent (équivalent de 58,464 mètres) fut de moins en moins employé. Ce contexte favorisa l'apparition de nouveaux standards tels que le pas géométrique ou surtout la gaulette, une unité agraire qui a continué à être utilisée de façon quotidienne jusqu'à la fin du XXe siècle.

### Amincissement puis concentration des propriétés privées
Peu à peu, au gré des successions, les parcelles de terrain devinrent de moins en moins larges, ce qui fait qu'on commença à les comparer à de véritables lanières tout en longueur. Ainsi, Bory de Saint-Vincent affirme dans le premier tome de son Voyage dans les quatre principales îles des mers d'Afrique, paru en 1804, que « les habitations de Mascareigne ont, dans l'origine, été concédées comme des rayons d'une circonférence ; de sorte qu'elles sont généralement fort étroites, fort longues, et s'élèvent jusqu'aux sommets les plus sourcilleux ; leur forme les fait comparer par les créoles à des rubans à queue ». De fait, certaines ne mesurèrent bientôt plus que quelques mètres de large sur plusieurs kilomètres de long dans le sens de la pente. L'exploitation et l'accès aux parcelles devinrent de plus en plus malaisés.
C'est, bien sûr, dans les conséquences de la crise sucrière des années 1820-1840, mais aussi dans cette irrationalité grandissante concernant le découpage des exploitations, qu'il faut chercher l'origine de la paupérisation et de la relégation d'une partie de la population blanche de l'île. Ainsi, en 1845, Théodore Pavie fit affirmer à un personnage de son texte littéraire intitulé Une Chasse aux nègres-marrons que « [les] anciennes familles, qui se croyaient maîtresses de l'île, se sont trouvées peu à peu si réduites dans leurs possessions, qu'on les dirait aujourd'hui fondues entre les plantations immenses qui les étouffent ». Ce phénomène encouragera la colonisation du centre de l'île et de ses cirques par les Petits Blancs des Hauts, qui en seront les premiers habitants permanents après les esclaves marrons, et ce dès 1830.
Cependant, le mouvement d'amincissement des parcelles n'est pas général pour autant. La logique verticale imposée par la formule de la Compagnie des Indes n'est pas implacable et l'on en vient assez rapidement, pour faire face à la pression démographique, à imaginer des limites horizontales sectionnant les lanières originelles en plusieurs terrains étagés les uns au-dessus des autres. En 1732, en effet, l'arpenteur Durongoüet est chargé de tracer quatre lignes d'arpentage parallèles au rivage, aux altitudes de 100, 200, 400 et 600 mètres. Ces lignes correspondant à la notion topographique de courbes de niveau sont encore visibles de nos jours, particulièrement au-dessus du centre-ville de Saint-Pierre, dans le sud de l'île. Ce sont aujourd'hui des chemins carrossables bordés d'habitations qui forment des bourgs dépourvus de centre dont les noms sont évocateurs : Ligne Paradis vers cent mètres d'altitude, Ligne des Bambous autour de 200, Ligne des Quatre-cents un peu plus loin et Ligne des Six-cents tout en haut.
Par ailleurs, si l'on en croit le géographe Wilfrid Bertile, certains possédants parvinrent, moyennant de multiples transactions, à regrouper plusieurs propriétés et donc à former de grands domaines englobant l'essentiel des terres de l'île. Dans la deuxième moitié du XIXe siècle, la concentration foncière devint extrême, au profit d'une poignée de propriétaires privés tels que les Kerveguen et de quelques banques comme le Crédit foncier colonial. Ces propriétaires terriens, qu'ils soient privés ou institutionnels, accaparaient alors des milliers, voire des dizaines de milliers d'hectares.
Quoi qu'il en soit, le système fondé sur la propriété privée finit par s'imposer au détriment de celui qui était basé sur la concession, ce dernier système étant par ailleurs attaqué par le développement du colonat partiaire, une forme de métayage spécifique à l'outre-mer français, hérité de l'esclavage et qui ne sera aboli qu'en 2006. Ces nouvelles formes d'occupation des sols instituent, lors des transactions qui s'ensuivent, une démarche plus proche de l'opportunisme économique que de la logique géographique. C'est ainsi que le découpage « du battant des lames au sommet des montagnes » a, inévitablement, commencé à refluer.

### Découpage communal original

Depuis la création de la commune de L'Entre-Deux en 1882, plusieurs communes de La Réunion ont été établies sans s'étendre « du battant des lames au sommet des montagnes » ou ont perdu cette caractéristique par contrecoup.

La croissance de la population dans chacune des concessions initiales conduisit rapidement à la création d'autant de paroisses par l'Église catholique romaine. La Révolution française transforma ces paroisses en communes. Ces dernières présentèrent donc le profil tout à fait particulier des premières concessions pendant plusieurs décennies. Toutes s'étendaient de l'océan aux sommets jusqu'à la fin du XIXe siècle.
Il faut en effet attendre 1882 pour que la création de L'Entre-Deux donne naissance à la première des communes de La Réunion ne s'étirant pas « du battant des lames au sommet des montagnes » : elle n'atteint pas la mer et son altitude minimale est d'environ cent mètres. La France étant devenue une République, l'hagiotoponymie systématique est abandonnée par la même occasion. Ainsi, L'Entre-Deux est la première municipalité dont le nom n'honore pas un saint.
Depuis lors, plusieurs autres communes ne respectant pas le principe d'un découpage vertical ont été créées : L'Étang-Salé, Petite-Île, Le Port et Saint-Pierre ne vont pas jusqu'aux montagnes tandis que Cilaos, La Plaine-des-Palmistes, Salazie et Le Tampon ne bordent pas la côte. Aujourd'hui, s'il reste une majorité de communes qui s'étendent du « battant des lames au sommet des montagnes », on constate que d'autres conceptions du territoire que celle promue par l'expression de la Compagnie des Indes ont su s'imposer à La Réunion.
C'est ainsi que le découpage traditionnel de lanières allant du littoral au centre n'a pas empêché de différencier l'espace insulaire réunionnais en deux zones qualitativement distinctes. Il n'a pas interdit le développement d'un dualisme entre les Hauts et les Bas de l'île, une opposition que le Parc national de La Réunion créé début 2007 essaie de corriger.

## Changement de sens

### Équivalents ailleurs
Pour toutes les raisons déjà indiquées, la locution a cessé d'être utilisée dans son sens premier assez rapidement après son apparition. Elle sert désormais à désigner l'ensemble de l'île de La Réunion comme peuvent le faire d'autres expressions, plus ou moins historiques, pour l'ensemble d'un pays ou d'un continent :
- « De Dunkerque à Tamanrasset » pour la France lorsque l'Algérie était française ;
- « De l'Atlantique à l'Oural » pour l'Europe ;
- « Du Caire au Cap » pour l'Afrique ;
- « De l'Alaska à la Terre de Feu » pour l'Amérique ;
- « De Brest à Vladivostok » pour l'Eurasie.

On remarquera qu'il existe par ailleurs plusieurs locutions sans dimension géographique aucune qui servent à évoquer la totalité d'une entité physique en distinguant un mouvement de bas en haut à la manière de l'expression de la Compagnie des Indes :
- « De la cave au grenier » renvoie à l'ensemble de la maison ;
- « De fond en comble » désigne l'intégralité d'un bâtiment quelconque.

### Utilisations récentes

#### Économie
L'expression est particulièrement employée par l'industrie touristique locale dans ses messages publicitaires ou promotionnels. Elle y voit une façon efficace de résumer l'offre originale que peut proposer la destination : un accès à la mer et à la montagne dans la même journée.

#### Littérature
Le poète Jean Albany affirme que « la montagne commence à monter depuis le battant des lames » dans un ouvrage de 1972.
Quelques mois plus tard, Catherine Lavaux utilise l'expression dans un titre d'ouvrage : La Réunion, du battant des lames au sommet des montagnes. Il sera réédité à plusieurs reprises, la dernière fois en 1998.
On trouve une variante de l'expression dans le roman de Michel Saad Les Tourments du cèdre. L'auteur, installé à La Réunion en 1972, adapte la locution réunionnaise au contexte du Liban où se déroule l'action de son roman : un tract distribué aux Chrétiens contient la promesse qu'ils auront un jour le contrôle de la montagne voisine « depuis le Chouf jusqu'au Hermon » et « des névés de Sannine au battant des lames ».

#### Autres
Une exposition baptisée Le long du battant des lames a été inaugurée par la Confrérie des gens de la mer en février 2004 à Saint-Denis. Elle était encore visible début 2007 puisque installée au Musée Stella Matutina de Saint-Leu jusqu'au 31 mars.